# Вахдеттін Ішсевер
Вахдетті́н Ішсеве́р (тур. Vahdettin İşsever; 7 серпня 1968 — 8 квітня 2025, Бурса) — турецький боксер, призер чемпіонату Європи, учасник Олімпійських ігор.

## Спортивна кар'єра
Вахдеттін Ішсевер входив до складу збірної Туреччини з боксу з 1987 року, беручи участь в різних турнірах.
1987 року на чемпіонаті Європи в категорії до 54 кг програв в першому бою радянському боксеру Юрію Александрову.
На чемпіонаті Європи 1991 в категорії до 57 кг програв в першому бою, а на чемпіонаті світу 1991 переміг одного суперника і програв в 1/8 фіналу.
На чемпіонаті світу 1993 знов програв в першому бою в категорії до 57 кг, а восени на чемпіонаті Європи 1993 в Бурсі вже в категорії до 60 кг здобув перемоги над Марком Вінтерсом (Ірландія) і Васіле Ністором (Румунія), а в чвертьфіналі програв Паата Гвасалія (Грузія).
На чемпіонаті світу 1995 Ішсевер знов виступав в категорії до 57 кг і після двох перемог програв в 1/8 фіналу Тиграну Узляну (Греція).
На кваліфікаційному чемпіонаті Європи 1996 в категорії до 60 кг Ішсевер досяг найбільшого успіху в спортивній кар'єрі.
- В 1/16 фіналу переміг Альберта Старікова (Естонія) — 4-2
- В 1/8 фіналу переміг Томаса Єнсена (Швеція) — 6-5
- В чвертьфіналі переміг Ярослава Конечни (Чехія) — 6-2
- В півфіналі програв Леонарду Дорофтею (Румунія) — 2-9

Ішсевер отримав бронзову медаль і путівку на Олімпійські ігри 1996.
На Олімпіаді 1996 він програв в першому бою Хосіну Солтані (Аджир) — 2-14 і завершив виступи.
Помер 8 квітня 2025 року від серцевого нападу.